# Alphabet du français
L’alphabet du français est l’alphabet utilisé pour écrire la langue française. Elle utilise l’alphabet latin moderne avec ses 26 lettres auxquelles il faut ajouter les lettres avec cinq différents diacritiques, qui l'enrichissent alors de treize voyelles accentuées et du graphème c cédille « ç », ainsi que deux ligatures, e-dans-l’a « æ Æ » et e-dans-l’o « œ Œ ».
Les digrammes (ch, ph, gu, ou, ai, eu…) et les trigrammes (oin, eau, ein, ain) sont nombreux.

## Alphabet
| Capitales (ou majuscules)    |   |   |   |   |   |   |   |   |   |   |   |   |   |   |   |   |   |   |   |   |   |   |   |   |   |
| A                            | B | C | D | E | F | G | H | I | J | K | L | M | N | O | P | Q | R | S | T | U | V | W | X | Y | Z |
| Bas de casse (ou minuscules) |   |   |   |   |   |   |   |   |   |   |   |   |   |   |   |   |   |   |   |   |   |   |   |   |   |
| a                            | b | c | d | e | f | g | h | i | j | k | l | m | n | o | p | q | r | s | t | u | v | w | x | y | z |

| Capitales    |   |   |   |   |   |   |   |   |   |   |   |   |   |   |   |
| À            | Â | Æ | Ç | É | È | Ê | Ë | Î | Ï | Ô | Œ | Ù | Û | Ü | Ÿ |
| Bas de casse |   |   |   |   |   |   |   |   |   |   |   |   |   |   |   |
| à            | â | æ | ç | é | è | ê | ë | î | ï | ô | œ | ù | û | ü | ÿ |

## Ordre alphabétique
En français, à la différence d'autres langues, les signes diacritiques ou les combinaisons de lettres (digrammes et ligatures) ne sont pas pris en compte dans l'ordre alphabétique primaire, ni dans les jeux de lettres (mots croisés, Scrabble, etc.) ; ces différences d'accents ou de ligatures sont prises en compte seulement au niveau ternaire, c’est-à-dire après le niveau secondaire (différences de casse), considéré plus important, et qui suit le classement alphabétique principal des mots selon les 26 classes de lettres.
Pour le classement alphabétique, les formes avec diacritique sont comptées comme celles sans (« é » compté comme « e ») et les ligatures « æ » et « œ » sont comptées comme « ae » et « oe ».
1. L’ordre alphabétique du français au Québec prend en compte les diacritiques avant la casse[1]

1.a (2.à 3.â) [4.æ] ; 5.b ; 6.c (7.ç) ; 8.d ; 9.e (10.é 11.è 12.ê 13.ë) ; 14.f ; 15.g ; 16.h ; 17.i (18.î 19.ï) ; 20.j ; 21.k ; 22.l ; 23.m ; 24.n ; 25.o (26.ô) [27.œ] ; 28.p ; 29.q ; 30.r ; 31.s ; 32.t ; 33.u (34.ù 35.û 36.ü) ; 37.v ; 38.w ; 39.x ; 40.y (41.ÿ) ; 42.z
Les diacritiques sont rangés dans cet ordre : aigu, grave, circonflexe, tréma.

## Prononciation
| №  | Lettre | Nom       | Nom alternatif | Prononciation | Diacritique ou ligature |
| -- | ------ | --------- | -------------- | ------------- | ----------------------- |
| 1  | A/a    | a         | -              | /ɑ/           | à, â, æ                 |
| 2  | B/b    | bé        | -              | /be/          | -                       |
| 3  | C/c    | cé        | -              | /se/          | ç                       |
| 4  | D/d    | dé        | -              | /de/          | -                       |
| 5  | E/e    | e         | é,             | /ə/, (/e/)    | é, è, ê, ë              |
| 6  | F/f    | effe      | -              | /ɛf/          | -                       |
| 7  | G/g    | gé        | -              | /ʒe/          | -                       |
| 8  | H/h    | ache      | -              | /aʃ/          | -                       |
| 9  | I/i    | i         | -              | /i/           | î, ï                    |
| 10 | J/j    | ji        | gi             | /ʒi/          | -                       |
| 11 | K/k    | ka        | -              | /kɑ/          | -                       |
| 12 | L/l    | elle      | el             | /ɛl/          | -                       |
| 13 | M/m    | emme      | -              | /ɛm/          | -                       |
| 14 | N/n    | enne      | ène            | /ɛn/          | -                       |
| 15 | O/o    | o         | -              | /o/           | ô, œ                    |
| 16 | P/p    | pé        | -              | /pe/          | -                       |
| 17 | Q/q    | ku        | qu ou cu       | /ky/          | -                       |
| 18 | R/r    | erre      | ère            | /ɛʁ/          | -                       |
| 19 | S/s    | esse      | -              | /ɛs/          | -                       |
| 20 | T/t    | té        | -              | /te/          | -                       |
| 21 | U/u    | u         | -              | /y/           | ù, û, ü                 |
| 22 | V/v    | vé        | -              | /ve/          | -                       |
| 23 | W/w    | double vé | -              | /dublə ve/    | -                       |
| 24 | X/x    | ics       | ikse ou iks    | /iks/         | -                       |
| 25 | Y/y    | i grec    | igrec          | /igʁɛk/       | ÿ                       |
| 26 | Z/z    | zède      | -              | /zɛd/         | -                       |

Les voyelles sont A, E, I, O, U, Y, les autres lettres étant les consonnes. Les lettres I, U, Y et, rarement, W (sauf par exemple en Belgique), de même que les digrammes OU et O(I), peuvent en pratique servir de semi-voyelles.

## Diacritiques
| Diacritique        | A a | E e | I i | O o | U u | Y y |
| Accent aigu        | –   | É é | –   | –   | –   | –   |
| Accent grave       | À à | È è | –   | –   | Ù ù | –   |
| Accent circonflexe | Â â | Ê ê | Î î | Ô ô | Û û | –   |
| Tréma              | –   | Ë ë | Ï ï | –   | Ü ü | Ÿ ÿ |

Les diacritiques utilisés en français sont au nombre de cinq :
- sur les voyelles :
  - l’accent aigu ´ : é ; diacritique le plus courant, mais uniquement sur le « e » ;
  - l’accent grave ` : è ; à ; ù ; très courant sur le e, qu'il ouvre, et sur le a et le u dans quelques mots courants dont il précise le sens sans en modifier la phonétique ;
  - l’accent circonflexe ˆ : ê ; â ; î ; ô ; û ; assez courant sur le a, le e et le o dont il peut modifier la phonétique en les fermant ou les allongeant suivant les régions, et résiduel en voie d'obsolescence sur le i et le u où soit il symbolise une ancienne lettre amuïe, et maintenant complètement disparue dans certaines régions (sur le plan phonétique), soit il permet de différencier à l’écrit des homophones ;
  - le tréma ¨ : ë ; ï ; ü ; ÿ ; sur le e pour indiquer l'absence des ligatures æ et œ comme dans Noël (et pas Nœl), ou Naël (et pas Næl), sur le i de quelques mots comme haï, et sur le u pour indiquer qu'il est prononcé séparément des autres sons (en particulier du g avant un e, i, ou u), comme dans aigüe [ɛ.gy] (en opposition avec aigue [ɛg]) ou dans argüer [aʁ.ɡɥe] (en opposition avec arguer [aʁ.ge]). Pour les mêmes raisons, mais parfois remplacé dans d'autres mots par un h muet avant le i, et parfois sur le y de certains noms propres comme L'Haÿ-les-Roses, prononcé [la.i.le.ʁoz] et non [lɛ.le.ʁoz].
- sous le c :
  - la cédille ¸ : ç ; assez courante sous le c pour en garder la prononciation [s] avant les voyelles a, u ou o, par exemple le mot ça et les mots et conjugaisons dérivés des verbes en -cer).

On y ajoute le trait d'union et l'apostrophe dans certains cas.

## Ligatures
Deux ligatures orthographiques, d'origine latine, existent encore pour certains mots qui ne trouvent d'autres moyens d'écriture. Souvent abandonnées pour éviter la confusion avec 2 voyelles manuscrites, comme le -a- en -o- avec la ligature -æ- :
- e dans l'o (o e liés/collés) : œ (œil, fœtus, bœuf…)
- e dans l'a (a e liés/collés) : æ (tænia, ex æquo…). Notons que l'Académie française n'utilise pas la ligature de confusion manuscrite pour un certain nombre de ces mots, afin d'éviter l'erreur du -o- remplaçant le -a- dans ligature -æ-, comme dans tænia, ex æquo, curriculum Vitæ ; ou retrouvée seulement sous la forme informatisée, ou auparavant dactylographiée avec l'apparition de l'imprimerie[11], mais écrit caecum et signale qu'on trouve aussi ex aequo, et caetera, et et caétera (-a- muet du français), ou  et cetera sans accent.

Il existe aussi des ligatures esthétiques : ct, et (&), ff (ﬀ), ffi (ﬃ), ffl (ﬄ), fi (ﬁ), fl (ﬂ), ft, st (ﬆ) et tt (d'usage courant en typographie, elles ne sont toutefois pas considérées comme des lettres distinctes sur le plan orthographique, sémantique ou étymologique).

## Graphie
- des graphies consonantales :
  - des digrammes consonantaux insécables : ch, gu, ph, qu, sh (dans certains mots importés de l'anglais) et le trigramme sch (dans certains mots d'origine germanique) ;
  - des digrammes consonantaux sécables, affectant la prononciation : ss ;
  - des digrammes consonantaux sécables, souvent introduits par mutation orthographique d'un préfixe, et n'affectant normalement pas la prononciation de ce préfixe : ff, gg, ll, mm, nn, pp, rr, tt ;
  - des consonnes le plus souvent muettes en fin de mot, souvent requises pour leur fonction grammaticale ou pour des raisons étymologiques : d (en fin de mot), lt (après au, eau), p (muet après a, o), s, t (sauf après e), x (muet après au, eau, eu) ; ces consonnes sont souvent mutables pour former les accords (x devient s, f devient v) ;
- des graphies semi-vocaliques :
  - une semi-voyelle formant des diphtongues : y (utilisée au lieu de ill après a pour former des diphtongues distinctes) ;
  - un trigramme semi-voyelle sécable, formant des diphtongues après un son voyelle, ou parfois isolément après une consonne : ill (forme préférée à y)
- des graphies vocaliques :
  - une voyelle le plus souvent muette en fin de mot, souvent requise pour sa fonction grammaticale ou lexicographique : e (normalement toujours muette après é, i, u, sauf en cas de formule emphatique accentuant exagérément le féminin ; son ajout après une consonne finale provoque la mutation cette consonne, muette ou non, en une autre consonne non muette, ou parfois en digramme consonantal sécable).
  - de nombreux digrammes ou trigrammes vocaliques (subissant parfois des mutations orthographiques et souvent phonétiques) issus d'anciennes diphtongues, ou d'une réforme de l'écriture de la nasalisation (après la disparition du tilde diacritique) :
    - ai, aî, ain, aie, an (mutable en am avant les consonnes b, p, m), au, ay,
    - ee (dans des mots importés de l'anglais), ef (dans le mot clef), ei, ein, en (mutable en em avant les consonnes b, p, m), er (en fin de verbe), et (en fin de mot), eu, ez (en fin de mot ou de verbe conjugué),
    - in (mutable en im avant les consonnes b, p, m),
    - on (mutable en om avant les consonnes b, p, m), oo (dans des mots importés de l'anglais), ou, œu
    - un (mutable en um avant les consonnes b, p, m) ;

  - des digrammes ou trigrammes de fausses diphtongues : oi, oî, oy, oin (sauf avant une voyelle).

## Typographie
Quelques remarques typographiques pour les caractères non alphabétiques :
- l’élision, marquée par une apostrophe « ’ » (diacritique adscrit), est régulièrement utilisée de même que le trait d’union « - » pour séparer les mots ou encore certains tirets :
  - le tiret cadratin (ou tiret long) « — » est principalement utilisé pour introduire des dialogues et pour encadrer des propositions ;
  - le tiret demi-cadratin (ou tiret moyen ou demi-tiret) « – » est essentiellement utilisé pour les énumérations ;
  - le tiret quart de cadratin (ou tiret court) « - » est utilisé en trait d'union, comme signe négatif dans les nombres et signe de la soustraction, pour signaler un intervalle, etc.
- la ponctuation : le point « . », la virgule « , » et les points de suspension « … » ;
- la ponctuation haute : les deux-points « : », le point-virgule « ; », le point d'interrogation « ? » et le point d'exclamation « ! » ;
- les guillemets de premier niveau sont les chevrons «» et non les guillemets droit « " » ;
- les guillemets anglais « “ ” » sont utilisés pour les citations dans une citation, ex. : « Il m’a dit “tout ça n’est que mascarade” sans aucun remords » ;
- accessoirement on peut noter l'utilisation des parenthèses « ( ) » ou des crochets « [ ] » ;
- le tilde « ~ » au-dessus du n est parfois utilisé pour les mots d'origine espagnole s'écrivant avec la lettre ñ (cañon, El Niño). La prononciation est alors gn ou ny ;
- le tréma « ¨ » sur le a est utilisé pour le mot pluriel allemand Länder ;
- les imprimeurs du XVe au XVIIe siècle ont utilisé certaines abréviations aujourd'hui désuètes.

## Réformes de l'alphabet du français
Pour donner à l'écriture du français une plus grande transparence orthographique, des propositions de modifications de l'alphabet français ont été faites au XIXe siècle comme celle d'Adrien-Benjamin Féline.